# Himantarium europaeum
Himantarium europaeum är en mångfotingart som först beskrevs av Chalande och Ribaut 1909.  Himantarium europaeum ingår i släktet Himantarium och familjen trädgårdsjordkrypare.
Artens utbredningsområde är:
- Frankrike.
- Spanien.

Inga underarter finns listade i Catalogue of Life.